# سانتو تريسو
سانتو طابونيستو هي مدينة من مدن البرتغال. يبلغ عدد سكانها 71,530 نسمة وذلك حسب إحصائيات سنة 2011. تبلغ مساحتها 136.60 كم². وتعتبر مركزاً لصناعة النسيج والغزل.

## توأمة
لسانتو تريسو اتفاقيات توأمة مع كل من:
- كليشي
- ماكون
- ثيلانوفا
- ريو دي جانيرو
- غروس-أومشتات [4]

## أعلام
- ريكاردو روشا
- سارا موريرا
- روي بيدرو سيلفا
- ألبرتو فيستا
- سيرجيو سوزا